# Cladonia albofuscescens
Cladonia albofuscescens är en lavart som beskrevs av Vain. Cladonia albofuscescens ingår i släktet Cladonia och familjen Cladoniaceae.   Inga underarter finns listade i Catalogue of Life.